# Valeriana castellanosii
Valeriana castellanosii är en kaprifolväxtart som beskrevs av Borsini. Valeriana castellanosii ingår i släktet vänderötter, och familjen kaprifolväxter. Inga underarter finns listade i Catalogue of Life.